# Oderlandhalle

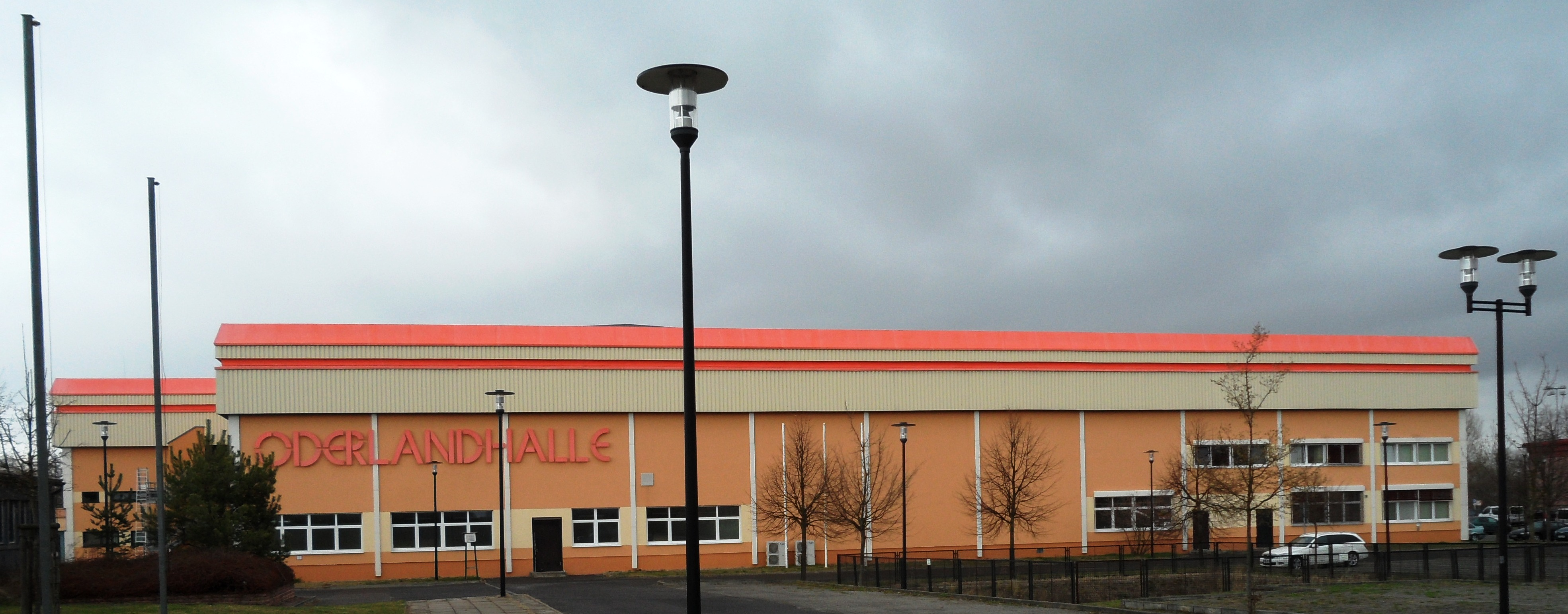
Oderlandhalle

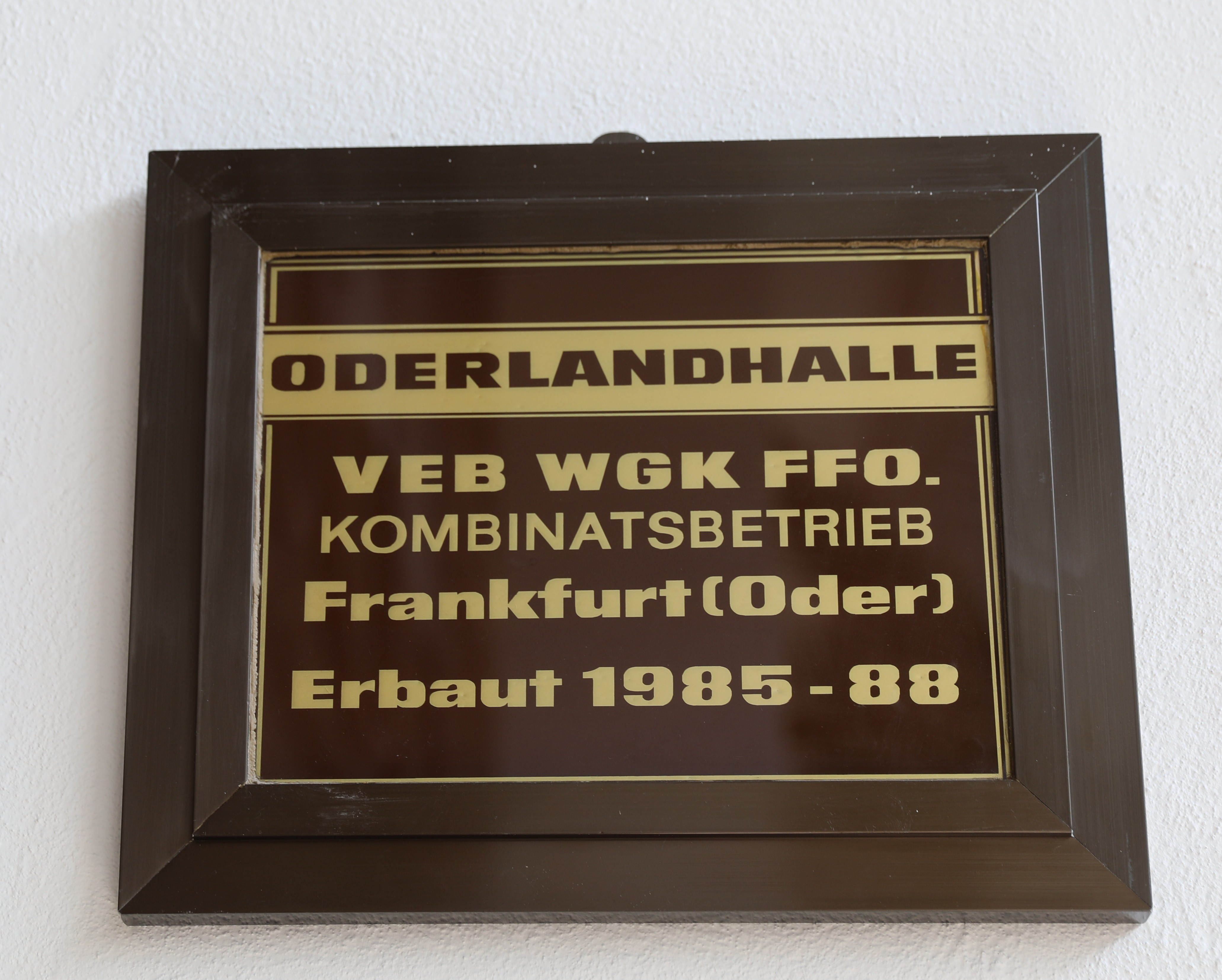
Schild in der Halle

Die Oderlandhalle ist eine Sport- und Veranstaltungshalle mit einer Radrennbahn in Frankfurt (Oder) in Brandenburg.
Die Halle wurde 1988 eingeweiht und hat eine Fläche von 13.500 Quadratmetern. Die Radrennbahn war aus Holz, 285,714 Meter lang und hatte eine Kurvenüberhöhung von 49 Grad. Im Innenraum befinden sich Flächen für Volley- und Handball sowie für Leichtathletik. In der Halle werden auch Konzerte veranstaltet. Sie bietet 1500 Zuschauern Platz.
Neben Radrennen finden auf der Radrennbahn Sichtungsrennen des Bundes Deutscher Radfahrer und Bahntraining statt. Angeschlossen ist die Sportschule Frankfurt (Oder) und ein Internat; der gesamte Komplex ist Olympiastützpunkt und Bundesleistungszentrum für verschiedene Sportarten.
Bis 2008 wurde die Oderlandhalle in mehreren Jahren für drei Millionen Euro saniert. Ab April 2013 bis Oktober 2014 wurde zudem eine neue Bahn eingebaut, die von 285,714 Metern auf das international übliche Maß von 250 Meter verkürzt wurde; die neue Kurvenüberhöhung beträgt 41 Grad.
2012 und 2017 fanden in der Oderlandhalle deutsche Bahnmeisterschaften statt. Im Verlauf der Meisterschaften stellte Maximilian Levy mit 9,778 Sekunden einen neuen Bahnrekord über 200 Meter auf. 2019 wurden in der Oderlandhalle die UCI-Bahn-Weltmeisterschaften der Junioren ausgetragen. Seit 2007 wird jährlich die Veranstaltung Frankfurter Kreisel organisiert; im Rahmen dieses Wettbewerbs werden auch die deutschen Meisterinnen und Meister im Omnium ermittelt.